# Coloradoa brevisiphon
Coloradoa brevisiphon är en insektsart. Coloradoa brevisiphon ingår i släktet Coloradoa och familjen långrörsbladlöss. Inga underarter finns listade i Catalogue of Life.